# 無量寺 (千葉県横芝光町)
無量寺（むりょうじ）は、千葉県山武郡横芝光町屋形にある真言宗智山派の寺院。龍寶山正光院無量寺。

## 概要
昌泰元年（898年）に上総介に任じられた高望王が、上総国武射郡に政務所を置き、延喜2年（902年）5月に国家安穏祈願のために建立した来照院が無量寺の前身である。寿永2年（1183年）には源頼朝が阿弥陀堂を造営して来照院月輪寺と号し、また今井四郎兼氏の作になる大日如来を鎌倉より移して如来堂を建立し、別当覚院と号したと言われている。
しかし、天正14年（1586年）5月に北条氏の家臣坂田城主井田胤徳が里見氏の侵攻を撃退した栗山川合戦と、天正18年（1590年）3月に豊臣秀吉の小田原征伐に伴う蓮沼合戦の、両戦の兵火に罹り近くに在った四社神社とともに灰尽に帰し、その後元和2年（1616年）8月12日、現在の場所に移して正光院無量寺として開基したものである。
山門近くにひっそりと建つ6体の地蔵尊「無量寺六地蔵」は、元禄11年（1698年）近隣の網主が寄進したもので、古くから女人の信仰を集めたと伝えられている。

## 交通
- JR東日本総武本線横芝駅から千葉交通バス蓮沼循環、上堺四ツ角下車徒歩5分